# 톡 투 미 (2007년 영화)
《톡 투 미》(영어: Talk to Me)는 미국에서 제작된 케이시 레먼스 감독의 2007년 전기 영화이다. 돈 치들 등이 출연하였고, 시드니 키멀 등이 제작에 참여하였다.

## 출연
- 돈 치들
- 추이텔 에지오포
- 터라지 P. 헨슨
- 세드릭 디 엔터테이너
- 마이크 엡스
- 마틴 신
- 본디 커티스홀

## 기타 제작진
- 배역: 로빈 D. 쿡, 빅토리아 토머스
- 미술: 워런 앨런 영
- 세트: 캘 럭스, 퍼트리샤 쿠차
- 의상: 거샤 필립스